# Amelia Bence
Amelia Bence, seudónimo de María Batvinik (Buenos Aires, 13 de noviembre de 1914-Ib., 8 de febrero de 2016), fue una actriz argentina. Inició su carrera a temprana edad luego de ser alumna de Alfonsina Storni en el Teatro Infantil Lavardén y de Mecha Quintana en el Conservatorio Nacional de Música y Declamación.
Su debut cinematográfico ocurrió en Dancing (1933). Su participación en La guerra gaucha (1942), una de las películas más importantes de la historia del cine argentino, le dio reconocimiento y comenzó a ser solicitada para papeles protagónicos gracias a su fotogenia y estilo interpretativo.
Formó parte de la denominada «época de oro» del cine argentino y fue así como encabezó Los ojos más lindos del mundo (1943), título con el cual se la continúa asociando, Todo un hombre, Camino del infierno (1946), A sangre fría (1947), La otra y yo (1949) y Danza del fuego.
Fue dirigida en varias ocasiones por Daniel Tinayre y Luis Saslavsky, y obtuvo el premio a la mejor actriz de la Asociación de Cronistas Cinematográficos y la Academia de Artes y Ciencias Cinematográficas de la Argentina en múltiples ocasiones a lo largo de los años 1940 y 1950.
Entre 1952 y 1954, Bence filmó dos películas en México contratada por Reforma Films y, a su regreso, fue sumamente elogiada por su protagónico en Alfonsina (1957), que fue elegida representante de Argentina en el Festival Internacional de Cine de Berlín.
Además de encabezar una película en España, desarrolló una extensa carrera teatral en los años 1960, protagonizando obras como La dama del trébol, Así es la vida, Maribel y la extraña familia y El proceso de Mary Duggan. Desde 1973 a 1976, finalizada una larga gira por Hispanoamérica, fue convocada para actuar en el Gramercy Arts Theater de Nueva York con La valija,
que le valió el premio ACE a la Mejor actriz extranjera.
Sus representaciones de Doña Rosita la soltera (1975) y La loba (1982) en Estados Unidos y Perú fueron muy exitosas. Durante la última etapa de su carrera, intervino con mayor frecuencia en televisión, en ciclos como Romina, Bianca o Las 24 horas.
En 1989 recibió el premio Cóndor de Plata a la Trayectoria y obtuvo el premio Podestá en el mismo rubro en 1992. Desde 1996, se presentó en diversos teatros con su unipersonal Alfonsina, donde intercalaba música y poesía, hasta que problemas de salud la alejaron de la actividad artística en 2010.
Con su estilo de vida poco común, su rechazo por la vulgaridad, su rostro fotogénico y su voz profunda, se convirtió en una importante figura cultural. Vivió sola gran parte de su vida, aunque estuvo casada en una oportunidad con Alberto Closas, con quien formó un dúo artístico, y mantuvo varios romances.

## Biografía

### Infancia y juventud
María Batvinik nació el 13 de noviembre de 1914 en una casona ubicada sobre Pasaje del Carmen en Capital Federal como la menor de los siete hijos de Jaime Batvinik, un constructor de obra originario de Minsk, y Ana Zager, proveniente de Pinsk;
ambos eran inmigrantes judíos bielorrusos asentados en Argentina. Sus otros hermanos fueron Raúl, Mauricio, Elena, Aída y Esther.
En su autobiografía, Bence calificó a su padre como un «hombre muy sereno y tranquilo... con humildad y costumbres sencillas, disfrutaba con placidez de las cosas simples y calmas», y a su madre como de «un carácter fuerte».
Poco después, la familia se trasladó a una vivienda de la calle Paraguay 1913.
Desde temprana edad, se sintió atraída por la actuación y comenzó a actuar junto a otros niños vecinos en los patios de sus casas. Fue así como conoció a las hermanas Paulina y Berta Singerman, vecinas suyas, que le sugirieron a la madre de Amelia que la inscribiera en el Teatro Infantil Lavardén, que funcionaba en el Teatro Colón.
A la edad de 5 años, debutó oficialmente en la obra Juanita bajo la enseñanza de la reconocida poetisa Alfonsina Storni.
En esa representación, Bence recordó que sufrió un altercado cuando por accidente tragó la estampilla que debía colocar en un sobre y comenzó a llorar desesperadamente hasta que Storni la consoló diciéndole: «Lo hiciste muy bien, estuviste bárbara... vas a ser una gran actriz».
Realizó sus estudios primarios en la Escuela General Roca además de estudiar piano junto a su hermana Esther en el Conservatorio Fontova
y trabajar como ascensorista de la tienda Gath & Chaves poco después de cumplir diez años. Paralelamente, por medio del hermano de Ben Molar, logró ingresar a un grupo actoral dirigido por Pedro Aleandro, donde participó de la obra Las campanas de Julio Sánchez Gardel.

Es algo muy importante poder realizar la propia vocación. Yo peleé contra mi familia porque no me dejaban ser actriz. Luché y lo conseguí, pese a que a los diez años me sacaron del Lavardén porque querían apartarme de este oficio, pero a los doce logré volver.

A pesar de la oposición de su familia a la actuación, Bence convenció a su padre y, a falta de vacante en el Conservatorio Nacional de Arte Escénico, decidió aprender danzas clásicas junto a Mercedes Quintana en el Conservatorio Nacional de Música y Declamación, al cual concurrió breve tiempo. Con 18 años, Quintana la llevó a participar como parte de un ballet en el Teatro Ópera a la comedia musical Wunder Bar (1933), protagonizada por Armando y Enrique Discépolo.
En una ocasión, inclusive, llegó a suplantar a la protagonista cuando esta enfermó durante la temporada.

### Teatro y debut en cine

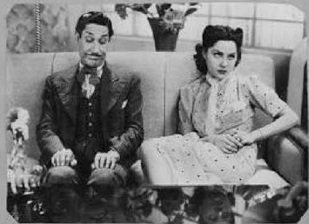
Bence junto a León Zárate en El forastero (1937).

Su primer papel cinematográfico fue como extra en una escena junto a Pedro Quartucci en una de las primeras películas sonoras argentinas, Dancing (1933), bajo la dirección de Luis José Moglia Barth, quien diseñó su nombre artístico (Amelia Bence). La película fue un fracaso y no tuvo el mismo éxito que la de su predecesora ¡Tango!. Esta producción aún no pudo ser recuperada y Bence demoró bastante tiempo en reconocerla como parte de su filmografía.
Poco después, fue admitida por Enrique Susini para integrar el cuerpo de baile de su compañía del Teatro Odeón y fue bajo su dirección que incursionó en las obras Tu boca, Superficies, Los malos tiempos y Baile en el Savoy, que pertenecían al género de la comedia musical y la opereta. En esta última, Bence reemplazó a la protagonista Amanda Varela cuando enfermó y logró compartir escena con Florencio Parravicini.
La obra fue uno de sus primeros éxitos y alcanzó más de 100 representaciones; de hecho, cuando fue retirada de Odeón, fue trasladada al cine Monumental para ser reestrenada algunas semanas más.
En compañía de Parravicini también actuó en Ocho en línea en el Teatro Corrientes, pero las críticas fueron mordaces. El diario El Mundo publicó que «el espectáculo pareció improvisado», aunque elogió a Bence diciendo: «la debutante..., conduciéndose con gracia y eficacia».
En Conde de Chantenay, interrumpida por la mala salud de Parravicini, Bence fue calificada por la prensa como «modosa, fina y agradable», mientras que De mí no se ríe nadie, donde fue dirigida por León Zárate, alcanzó las 200 representaciones.
En 1937, intervino con un papel más relevante en el filme dramático La fuga, donde secundó a Tita Merello y Santiago Arrieta en el rol de Sara. El autor Enrique Cadícamo editó rápidamente el tango «Nieblas del Riachuelo» a pedido del director para que pudiera ser interpretado por Merello en el filme. Esa actuación le valió un contrato de Olegario Ferrando para Pampa Film y otras tres participaciones cinematográficas.
Luego de una larga temporada teatral con Luis Arata y una participación intrascendente en El forastero, filmó La vuelta al nido junto a José Gola. Bence definió a la película como «una de las mejores de nuestro cine... Una historia sencilla y profunda... muy intimista, colmado de detalles sensibles... no fue comprendida ni por los críticos, ni por el público en su momento».

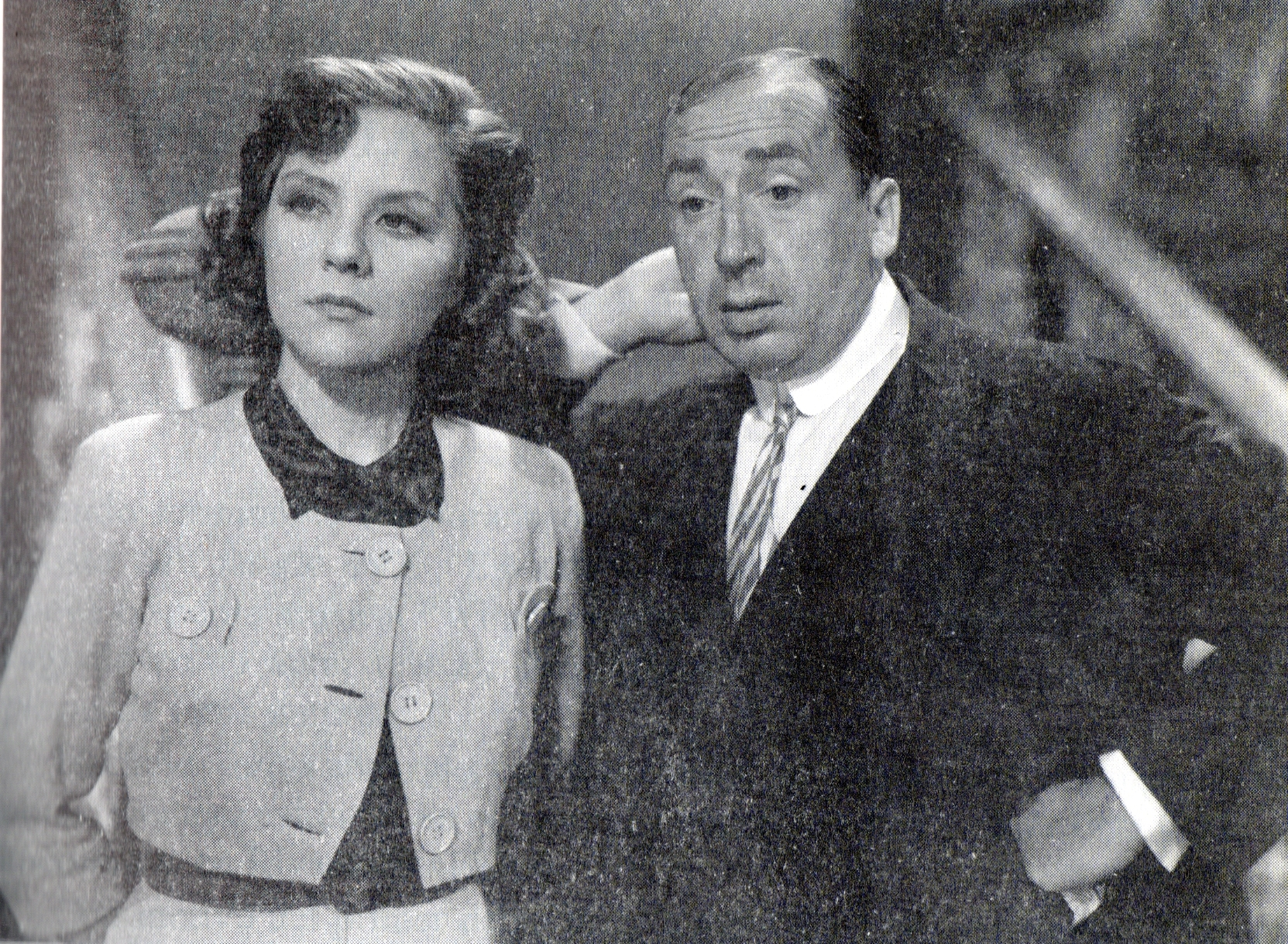
Bence junto a Pepe Arias en El haragán de la familia (1939).

A finales de la década de 1930, Leopoldo Torres Ríos, informado de su capacidad para la fotogenia, le concedió su primer protagónico cinematográfico en Adiós Buenos Aires, de escaso éxito, donde compuso a una corista de vida bohemia llamada Luisita.
En noviembre de 1938, atrajo la atención de la prensa pública cuando protagonizó la obra Mujeres en el Teatro Smart (actualmente Multiteatro), ubicado sobre la avenida Corrientes. En una de las escenas Bence debía aparecer bañándose dentro de una tina llena de espuma; sobre la misma comentó: «Tenía una malla de nylon, por pudor y, como era lógico, no pasé inadvertida. Tuve una repercusión muy grande a raíz de aquella escena... tanto es así que, en el Teatro Maipo... hicieron una parodia».
La obra fue calificada como «original, simpática y moderna», alcanzó 250 representaciones y fue reestrenada en el Teatro Fénix de Flores.

### La guerra gauchay consagración en cine
En pleno éxito de la temporada teatral, Bence fue contratada por Miguel Machinandiarena, de los Estudios San Miguel, bajo un contrato de exclusividad de tres años. En la provincia de Tucumán filmó El matrero, donde encarnó a Pontezuela, la muchacha que se enamora del personaje de Agustín Irusta, acusado de crimen y rechazado por su padre. El licenciado Emilio Núñez señaló que «Bence, que recién iniciaba su carrera artística, era quien más admiración y sorpresa provocaba a quienes asistían a la filmación».
La película duró solo una semana en cartel y fue opacada por el estreno de Así es la vida.
Tras un período de baja recaudación en teatro, Bence fue convocada para protagonizar Novios para las muchachas (1941), una comedia para jóvenes adaptada de la pieza Las de Caín y dirigida por Antonio Momplet, con quien entabló una relación de amistad.
Silvana Roth, actriz integrante del elenco, definió a Bence en un reportaje como una colega «competitiva» al saberse ya primera figura, mientras que Nélida Bilbao admitió que se «comportaba con una corrección admirable».
Al momento de la entrega de los premios de la Academia de Artes y Ciencias Cinematográficas de la Argentina ese mismo año, Bence fue galardonada con el premio a la mejor actriz de reparto por su labor en La casa de los cuervos, basada en una novela de Hugo Wast.
Según la actriz, en ese momento su mayor preocupación era «continuar con personajes que me permitieran mostrar mi crecimiento, asegurarme un nombre con el que seguir y evitar convertirme en solo una cara bonita de moda, como sí le ocurría a otras actrices».
En El tercer beso, debió interpretar el papel de madre de Silvia Legrand (1927-), a quien solo le llevaba poco más de doce años. Bence recordó luego un episodio en el que Amadori, preocupado por esa situación, se aferró la cabeza y dijo: «Si el público no lo cree, estamos perdidos».
Sin embargo, la película se convirtió en un éxito y Bence recibió el premio a la mejor actriz del año de la Asociación de Cronistas Cinematográficos, al mismo tiempo que comenzaba a aparecer en las portadas de las revistas con mayor frecuencia.
Dirigida de nuevo por Momplet, intervino en En el viejo Buenos Aires, una película basada en la epidemia de fiebre amarilla en Buenos Aires de 1871 y protagonizada por Libertad Lamarque.

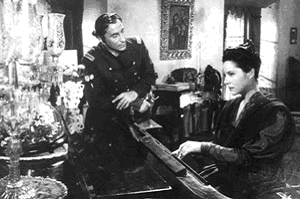
Sebastián Chiola y Amelia Bence en La guerra gaucha (1942).

En 1942, fue convocada para encabezar uno de los filmes más importantes de la historia del cine argentino: La guerra gaucha, encabezada por Enrique Muiño, Sebastián Chiola, Francisco Petrone y Ángel Magaña.
«La película entró en la historia, y yo tengo el honor de estar en ella, fue un punto fundamental en mi carrera», manifestó Bence.
Ambientada en la provincia de Salta en 1817, la actriz no rodó en exteriores por recomendación del director Lucas Demare debido a las bajas temperaturas de junio y julio, y obtuvo el premio a la mejor actriz del año de la Municipalidad de Buenos Aires.
Su actuación en esta película le valió una propuesta de la Paramount Pictures para viajar a Estados Unidos y recibir una preparación de dos años para luego lanzarla como una estrella, pero Bence rechazó la oferta.

### Primeros papeles protagonistas

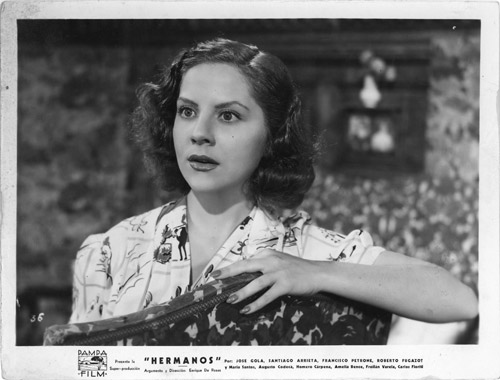
Amelia Bence en el filme Hermanos (1939).

A partir de entonces, Bence solo recibía ofertas para protagónicos. Aceptó trabajar con Pedro López Lagar en Son cartas de amor, una historia romántica ambientada en la época de la guerra civil española. Por su labor, recibió el premio a la Mejor Actriz de la Federación de Redactores Cinematográficos y Teatrales de Cuba, medalla que donó en 1982 en el programa Las 24 horas de las Malvinas con el fin de contribuir a los soldados de la guerra de las Malvinas.
En 1943, ya con relevante prestigio, fue una de las protagonistas femeninas de Los ojos más lindos del mundo, título que se relacionaba con sus ojos de tonalidad verde violácea, a tal punto que cuando realizó una gira por Chile en 1955 y 1964, la prensa tituló: «Llegaron los ojos más lindos del mundo».
De su participación en La guerra gaucha, devino su protagónico en Todo un hombre, dirigida por el francés Pierre Chenal. Según Bence, «con Chenal, la calidad argumental de la película ganó en calidad formal, la imagen sugirió y narró por sí sola una historia llena de matices. En un año de excelentes películas, fue una de las mejores».
En la escena final en la que Petrone debía llevarla en brazos río adentro, Bence fue reemplazada por una doble debido a la imposibilidad de postergar un viaje a Brasil.
La actriz obtuvo el premio a la Mejor Actriz de la Academia de Artes y Ciencias Cinematográficas.
La portada con su imagen en la revista Antena en diciembre de 1943 anunció el próximo estreno de Nuestra Natacha. Al momento del rodaje, la actriz estaba deprimida debido a su reciente separación de su primera pareja, Roberto Fernández Beyró, por lo que debió canalizar su angustia en la interpretación de su papel actoral. 
El filme se estrenó en septiembre de 1944, poco después de la presentación de su otra película 24 horas de la vida de una mujer, en la que interpretó el papel de Cecilia. La Nación calificó su actuación en esta última producción argumentando que «... presenta los más diversos matices de la ternura», mientras que Antena comentó que fue «humana y expresiva». Para las escenas en las que debía figurar como anciana, se debieron emplear planos de cámara y efectos de iluminación especiales para disminuir el brillo en los ojos de Bence.
Durante los primeros meses de 1944, formó parte de una comitiva de Artistas Argentinos Asociados junto a Homero Manzi, Ulises Petit de Murat y Francisco Petrone para la presentación de La guerra gaucha en Río de Janeiro, al mismo tiempo que fue la imagen publicitaria de la marca de jabones «Le Sancy».

### Carrera junto a Alberto Closas
Interpretó a una secretaria humilde y amigable en Camino del infierno junto a Mecha Ortiz —la protagonista principal—, que ejecutaba el personaje de una millonaria enferma y despótica. El personaje de Ortiz fue desmerecido por el público a diferencia del de Bence, hecho que Ortiz le remarcó al director Luis Saslavsky en una charla privada.
A pesar de la trama, la ardua dirección y la realización en general, la película recibió malas críticas.
Ante la incapacidad de producir una película con cada una de sus artistas elegidas, Machinandiarena contrató a Mecha Ortiz, María Duval y Bence para producir una que incluyera a las tres; finalmente, se concretó Las tres ratas (1946), que tuvo una amplia repercusión.
Durante el rodaje de María Rosa en Chile, conoció al actor español Alberto Closas y ambos iniciaron un romance.
En 1946, se estrenó Lauracha, película que había sido filmada en el verano de 1944 y fue pausada durante dos años por problemas legales del director Ernesto Arancibia, quien decidió poner fin a su contrato con Pampa Film. El historiador Domingo Di Núbila apuntó a que el motivo de la interrupción del rodaje fue la competitividad entre empresas que llevó a Bence a abandonar el filme producto del reclamo de los Estudios San Miguel, hecho que afectó aún más las finanzas de Pampa Film.
La revista Criterio definió la labor de Bence en esa película como «excepcional» y la Asociación de Cronistas Cinematográficos le otorgó el premio a la Mejor Actriz de 1946.
Su siguiente filme, El pecado de Julia, recibió críticas mixtas; sin embargo, Noticias Gráficas publicó que fue su mejor trabajo.
El escritor Luis Cortés Bargalló, en uno de sus libros, publicó: «Amelia Bence ruega a Alberto Closas en El pecado de Julia: "Dime que me quieres, es lo único que te pido". Mediante esa retórica llegamos al amor como discurso, según la idea de Julia Kristeva. Así, todo lo que es amor se dice a través de palabras».

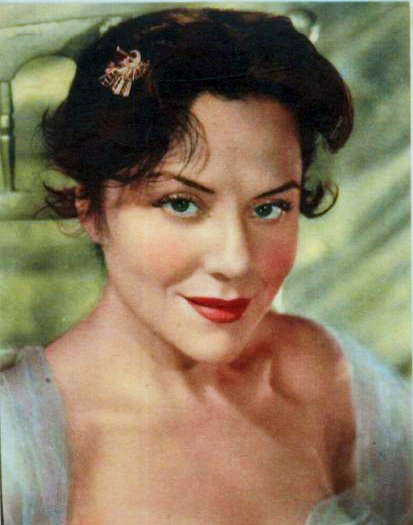
Amelia Bence.

En el policial A sangre fría fue dirigida por Daniel Tinayre. Rico Tipo, si bien la atacó inicialmente, aceptó que la película estaba correctamente realizada y era «técnicamente perfecta».
Fue galardonada con el premio a la Mejor Actriz de la Academia y la Asociación de Cronistas, como así también del Primer Certamen Hispanoamericano de Cinematografía de Madrid.
Durante una de las escenas, López Lagar (con quien la actriz tuvo un serio enfrentamiento) debía empujar a Bence contra la pared de un vagón de ferrocarril, pero ante la negativa de la actriz, Tinayre lo suplantó, pero el impacto fue tal que la actriz debió guardar reposo durante un día. El hecho fue citado en Radiolandia: «Daniel logró una toma fantástica, a costa eso sí del cuerpo y el traje de Amelia Bence».
A sangre fría fue estrenada en cuarenta cines y Bence continuó su carrera con una breve temporada radial junto a Roberto Airaldi en Radio Splendid.
Su participación en La otra y yo (1949), donde debió cambiar la tonalidad de su cabello a rubio para encarar dos personajes (la diva de cine Dora Nelson y la modista Matilde García), causó gracia y sorpresa en el público, ya que en una escena ambos personajes dialogan entre sí en un mismo plano, lo que era poco habitual en la época. La Opinión la elogió como comediante y El Hogar publicó que «fue más allá del libreto y el director». La otra y yo significó el primer trabajo de los Estudios San Miguel en 1949.
En Danza del fuego, junto a Enrique Álvarez Diosdado, Bence interpretó a Elena Valdez, una concertista exitosa que muere en su noche de bodas al caer por la ventana de su casa, atormentada y creída culpable de un crimen. Su actuación le valió el premio a la Mejor Actriz de 1949 de la Asociación de Cronistas y la Academia de Artes y Ciencias Cinematográficas de la Argentina.
Luego de su casamiento con Alberto Closas en 1950, ambos formaron una compañía actoral y se dedicaron con mayor frecuencia al teatro.
El estreno de La estrella cayó en el mar, signado por presiones políticas, fue un éxito y permanecieron sin localidades durante largas funciones.
Luego de la primera presentación, un periodista de El Hogar realizó una elogiosa crítica sobre la obra y el matrimonio Bence-Closas, hecho que indignó a la primera dama Eva Perón, quien se comunicó con el redactor para que negara públicamente lo que había afirmado. Según comentó en su biografía, Bence sintió a partir de ese momento que pertenecía a la lista negra peronista a pesar de que no se adhería a ningún partido político.
En julio, la obra alcanzó las 150 funciones en el Teatro Odeón y el elenco emprendió una gira que se inició en el Coliseo Podestá de La Plata, donde permanecieron diez días a sala llena. Mientras proseguían con la gira, Bence y Closas prepararon la obra Mi marido y su complejo, estrenada inicialmente en Rosario y luego, en Buenos Aires, Río Cuarto, Mendoza, San Juan y Córdoba. La gira se vio interrumpida por la producción de Mi mujer está loca (1952), una adaptación de Carlos Schlieper y Ariel Cortazzo.

### Viaje a México yAlfonsina
Contratada en México por Reforma Films, su primera película en ese país fue Siete mujeres.
Bence recordó que la filmación estuvo marcada por un sistema de trabajo totalmente distinto en donde no había posibilidad de repetir las tomas o de poder elegir entre varias para seleccionar la mejor.
Siete mujeres, al igual que Las tres Elenas, nunca fue estrenada en Argentina.
Diez meses después, Bence regresó a la Argentina y finalizó su relación con Alberto Closas.
Tras asistir al primer Festival Internacional de Cine de Mar del Plata en 1954, partió con Mario Soffici y su equipo de producción hacia La Rioja para filmar El hombre que debía una muerte, junto a Carlos Cores, con quien ya había trabajado anteriormente.
La obra Pesadilla, estrenada en 1955, implicó una gira por Uruguay, Córdoba, Mendoza, Buenos Aires y Rosario, donde permanecieron dos semanas a sala llena. Ahí, Bence interpretó a María, personaje del cual La Capital escribió: «No es Amelia Bence la que se introduce en María, porque es María la que está hablando y sintiendo en la actriz».
Alentada por Cecilio Madanes, estrenó La dama del trébol, obra que había tenido éxito en París interpretada por Madelaine Robinson.
Sin embargo, a poco tiempo de su estreno, sobrevino el golpe de Estado de 1955 que derrocó a Juan Domingo Perón. Debido a la vinculación peronista de la nueva pareja de Bence, José María Fernández Unsain, los responsables del teatro recibieron amenazas e incluso se realizaron manifestaciones frente al hotel donde se alojaba la actriz, por lo que debieron cancelar las funciones y trabajar en el Teatro de la Sociedad de Autores Chilenos con Pesadilla, La dama del trébol y Eran tres... y la noche, y en Radio Minería con Luis Prendes en el ciclo Mis protagonistas.
En 1956, se llevó a cabo la versión cinematográfica de la obra Pesadilla bajo el título Dos basuras, que se estrenó en 1958 durante el gobierno de Arturo Frondizi.

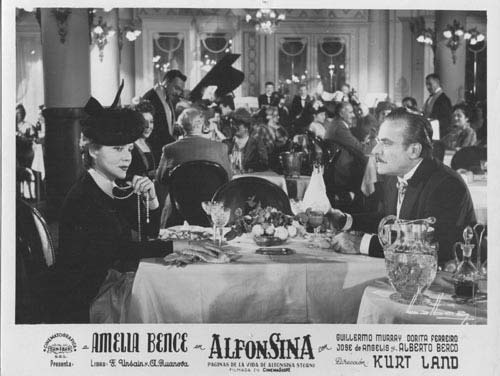
Amelia Bence y Guillermo Murray en Alfonsina (1957).

Al mismo tiempo que estrenó Testigo para la horca en el Teatro Ateneo,
inició el rodaje de su película preferida, Alfonsina (1957), de Kurt Land, basada en la vida de la poetisa Alfonsina Storni.
A pesar de las pruebas de maquillaje, Bence decidió recrearla sin modificaciones físicas:

Dije: «Yo lo hago a cara limpia. Haré a Alfonsina desde adentro, desde mí y con mi rostro». Y así fue.
Amelia Bence

La escena final de la muerte en el mar fue realizada con un bañero de la playa La Perla de Mar del Plata debido a que el gran oleaje y las rocas ponían en riesgo a Bence. Obtuvo el premio a la Mejor Actriz del Año de la Academia Cinematográfica Argentina y la película fue elegida representante de Argentina en el Festival Internacional de Cine de Berlín de 1957.
Los cronistas extranjeros remarcaron la «sobriedad interpretativa» de Bence y la compararon con la austríaca Paula Wessely.
En el mismo año tuvo su primera participación en televisión al participar de Teatro del sábado por Canal 7, donde volvió a recrear Testigo para la horca basada en una obra de Agatha Christie.
En 1957, Bence se convirtió en una de las pioneras del café-concert luego de remodelar un pequeño sótano de las Galerías Santa Fe para convertirlo en un teatro.
La presentación de la obra Asamblea de mujeres, basada en una pieza de Aristófanes, generó una diversidad de críticas controvertidas; Arturo Romay de Mundo Argentino se negó a publicar una crónica del estreno como repudio al «teatrillo, los adaptadores, a los cómplices» de la obra y manifestó que «Amelia Bence está perdiendo en el tiempo. Lo que debería hacer es dedicarse a la comedia frívola, pues ahí estaría en su centro como pocas de nuestras comediantes». En 1957 finalizó su relación con Fernández Unsain y partió a Europa en tanto aquel se radicaba en México.

### Filmación en España y éxito teatral
Su encuentro en Europa con el director José María Forqué la llevó a ser convocada para filmar De espaldas a la puerta (1959), un policial estrenado en el Coliseum de Madrid días antes de que Bence regresara a Buenos Aires por el que fue galardonada con el premio Quijote a la Mejor Actriz Extranjera en Málaga.
De regreso a su país, Bence fue convencida por Cecilio Madanes y recibió una importante suma de dinero por una breve temporada con Así es la vida, en compañía de Luis Arata y Eva Franco.
El diario La Prensa calificó su interpretación como «muy superior a lo que hasta ahora habíamos conocido de ella en teatro».
La obra fue llevada al medio televisivo por Canal 7 a instancias de Mariano Perla.
Paralelamente con Madanes, estrenó Maribel y la extraña familia en el Teatro Odeón, cuyo éxito los llevó a otras ciudades tales como Mar del Plata. Las boleterías recaudaron 2 millones de pesos al tercer mes y 400 000 más al cuarto.
El redactor Osvaldo Pellettieri, refiriéndose a los exponentes teatrales, explicó: «Una revista publicó una nota intitulada "¿Qué opina usted de los vocacionales?" en la que se entrevistaba a cinco exponentes del llamado "teatro profesional": Narciso Ibáñez Menta, Ulyses Petit de Murat, Alberto de Mendoza, Silvia Nolasco y Amelia Bence. Con diferentes grados, los cinco entrevistados coincidieron en minimizar la importancia de la labor de los "vocacionales" en el sistema teatral argentino. Por su parte, Amelia Bence tuvo un tono mucho más amable, pero lejos de considerar que el ser parte del llamado "teatro vocacional" era una elección ética y artística, entendió que este era una suerte de "entrenamiento" para ingresar luego a la escena profesional».
En 1962, formó parte de una comitiva integrada por Francisco Carcavallo, César Tiempo, Máximo Berrondo, Enrique Serrano, Félix Taruel y Jaime Jacobson con el fin de participar en el Festival Internacional de Cine de la India, donde fue recibida por el primer ministro Jawaharlal Nehru en una recepción oficial para todos los artistas extranjeros.
De nuevo en Argentina, aceptó la oferta de llevar a la televisión uruguaya Maribel y la extraña familia y Nuestra Natacha a Canal 9.
Bajo la dirección de Tinayre, participó junto a otras figuras importantes en La cigarra no es un bicho, una película de bajo presupuesto destinada a reactivar la industria cinematográfica nacional. El filme contó con las actuaciones de Luis Sandrini, Malvina Pastorino, Marcos Zucker, Guillermo Bredeston, Homero Cárpena y Bárbara Mujica. En la primera semana, obtuvo un promedio de 3000 espectadores diarios y permaneció siete semanas en el Cine Ópera y once en el Cine Trocadero.
Ahí, interpretó a una prostituta y La Nación publicó que «tal vez los mejores trabajos sean los de Luis Sandrini y Amelia Bence».
Poco después, ambos fueron distinguidos como los mejores artistas argentinos del año por los periodistas chilenos.

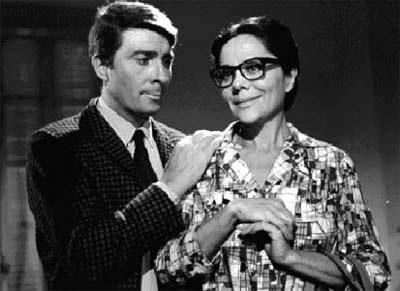
Antonio Prieto y Amelia Bence en La industria del matrimonio (1965).

Desde octubre a diciembre de 1963, efectuó una gira por Tucumán, Bahía Blanca, Córdoba, Mendoza, Rosario y Montevideo.
Para junio de 1964, había iniciado una temporada en Chile con Los millones de Orofino, sobre la que La Nación de Chile comentó: «Difícilmente hubieran encontrado una mejor intérprete».
Dirigida por Enrique Carreras, Luis Saslavsky y Fernando Ayala, intervino junto a Tita Merello y Ángel Magaña en La industria del matrimonio, un filme en episodios donde encaró a una solterona adinerada.
Bence recibió la propuesta de protagonizar El proceso de Mary Duggan bajo la dirección de Tinayre; sin embargo, rechazó la oferta y fue reemplazada por Malvina Pastorino; sin embargo, durante la segunda temporada esta decidió abandonar el proyecto y Bence la suplantó. El actor Francisco Petrone, integrante del elenco, falleció a causa de un cáncer en medio de la temporada.
En 1968, como parte del elenco de la Comedia de la Provincia de Buenos Aires, encabezó Cándida, una comedia de George Bernard Shaw con la que debutó en La Plata y, paralelamente, en Mar del Plata dirigida por Milagros de la Vega.

### Reconocimiento en Hispanoamérica
Como culminación de 1968, decidió emprender una gira de seis meses para el año siguiente con un recorrido por Santiago de Chile, Bogotá, Cali, Medellín y Manizales.
En Venezuela, debutó en el Teatro Municipal de Caracas con cuatro obras: Cándida, Un inocente adulterio, Un dios durmió en casa y Los amantes. Luego, continuó la gira en República Dominicana, Puerto Rico y Miami, donde obtuvo buenas críticas.
Al retornar de su larga gira, permaneció sin poder trabajar por varios meses hasta que fue convocada para Flor de cactus con Juan Carlos Thorry en el Teatro de la Comedia de Rosario. El proyecto continuó con una gira por el interior del país, en Paraná, Córdoba, Santa Fe y Tucumán.

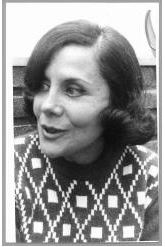
Amelia Bence en 1975.

A mediados de 1972, fue invitada por la Compañía de Teatro Repertorio Español de Nueva York para realizar una temporada teatral en el Gramercy Arts Theater con La valija. A su estreno, The New York Post escribió: «Juega con un personaje desesperanzado y logra llegar al corazón».
Luego, Bence se presentó en el Rosary College Theatre, la Universidad de Connecticut, Boston, Chicaco y la sede de la OEA, donde recibió a 1200 espectadores.
Cuando actuó en Florida y Miami, Howard Thompson de The New York Times, tituló una nota «Impacto español en Off Broadway» y continuó: «Amelia Bence, una artista de fuerte cualidad mercurial y ojos maravillosamente expresivos, ilumina la escena y la obra... Hace que el rol cobre vida, con ojos que relatan la historia de una mujer tierna, ligeramente cándida y errabunda».
Por su labor, fue galardonada con el premio ACE a la Mejor Actriz Extranjera del Año durante una cena en el Hotel Commodore de Nueva York.
En Argentina, La valija fue presentada junto a Justo José Rojas y Aldo Cura en Santiago del Estero, Salta, Jujuy y Córdoba durante cuatro meses.
En 1973, se estrenó Adiós Alejandra, que durante más de treinta años fue su única película en color.
A su regreso a Estados Unidos en septiembre de 1975, estrenó Doña Rosita la soltera de Federico García Lorca y conoció personalmente a la actriz ganadora de cuatro premios Óscar, Katharine Hepburn.
A pedido de su director, se presentó en Miami en septiembre de 1976 y permaneció dos meses hasta que, a principios de 1977, se trasladó a Perú para estrenar La esposa constante en el Teatro Marsano.
A principios de la década de 1980, participó con frecuencia en el medio televisivo y formó parte de los elencos principales de Dulce fugitiva, Romina, Bianca y Las 24 horas.
En Bianca, compuso a una mujer adinerada que pierde a su esposo en un naufragio y con él, toda su fortuna. En el barco, conoce a un pintor viudo que le ofrece incorporarse a su familia y ayudarle a educar a sus hijas.
La loba fue uno de sus éxitos teatrales más conocidos y además, fue presentada en Perú, coordinada por su expareja Osvaldo Cattone. La pieza fue definida por La Prensa de Lima como «un montaje que pone un estándar muy alto en la temporada y que será muy difícil de superar». En 1985, protagonizó una telenovela peruana titulada La casa de enfrente, que acrecentó su popularidad y los espectadores de La loba.

### Reveses profesionales
La carrera de Bence comenzó a declinar hacia 1986 cuando dejó de recibir propuestas de trabajo. La Asociación Argentina de Actores manifestó al mismo tiempo que el 86 % de sus afiliados se hallaban desocupados.
Sin embargo, logró ser convocada en 1987 para uno de los dos papeles principales de Solo 80, una pieza de Colin Higgins representada en el Teatro Blanca Podestá sobre la avenida Corrientes, donde Bence compuso a la madre de Harold. Casualmente, a pesar de la reducida diferencia de edad entre Rosa Rosen y Bence, a la primera le correspondió el papel de una octogenaria y a la segunda, el de la alocada madre de un adolescente. La obra recibió buenas críticas, pero fracasó en espectadores y finalizó en febrero de 1988.
Bence permaneció dos años sin trabajo y en 1989 viajó a Cuba para asistir al Festival Internacional del Nuevo Cine Latinoamericano, donde fue recibida por Fidel Castro en una recepción.
En 1989, se le otorgó el premio Cóndor de Plata a la Trayectoria sucesivamente con la actriz Sabina Olmos
y obtuvo el premio Pablo Podestá en reconocimiento a su carrera en 1992 en una ceremonia donde estuvieron presentes Niní Marshall y Marcos Zucker.
En 1990, se reencontró con Alberto Closas para actuar en Cartas de amor. Sobre esa experiencia, Bence declaró: «Habían pasado muchos años, corrido tanta vida que no podría encontrar las palabras para describir aquel retorno a un compartido ritual amado. Vernos y sentirnos los dos sobre el escenario. El amor ya no estaba, el cariño y la admiración profesional sí». Closas moriría en Madrid en 1994 a causa de un cáncer de pulmón agravado por su severa adicción al cigarrillo.
Hacia noviembre de 1992, encabezó la gira más larga de su vida (un año y nueve meses) por Buenos Aires, Rosario, Córdoba, Mendoza y Mar del Plata con Esta noche hablamos de amor.
A su vez, interpretó a una mujer calculadora y prejuiciosa en una telenovela protagonizada por  Raúl Taibo y Carolina Papaleo,
Esos que dicen amarse (1993), y secundó a Luisa Kuliok y Gerardo Romano en Con alma de tango (1995), ciclo que se comerció en toda Latinoamérica y algunos países de Europa como Italia, Israel y Turquía.

### Carrera posterior
En 1998 recibió el premio de la Sociedad de Distribuidores de Diarios y Revistas junto a Libertad Lamarque.
Formó parte del elenco del Teatro de la Ribera en el mismo año con Hoy ensayo Hoy que reunía a actores veteranos tales como Elena Lucena o María Aurelia Bisutti.
Luego de su participación en Sin condena y Alta comedia a mediados de los años de 1990, solo fue convocada de nuevo para televisión en 2004 cuando acompañó a Pablo Granados y Pachu Peña en el ciclo cómico No hay dos sin tres, que significó su primera incursión en el género humorístico.
En 1999 fue convocada para realizar una obra en el XIV Festival Internacional de Teatro Hispano, pero esta debió ser cancelada por diversos problemas técnicos. Convenció a Osvaldo Cattone de dirigir la obra Venecia en la ciudad de Lima, de la que fue protagonista durante más de seis temporadas en 2002.
En 2003, incursionó en el género infantil recreando una hada mágica en Amor invisible junto a Gustavo Monje. La obra, de la que Bence se encargaba de presentar, combinaba magia, danza, música y teatro.
En sus últimos años, Bence recibió variados reconocimientos por su larga trayectoria. En 2006, fue homenajeada por la Obra Social de Actores (OSA),
en 2007 recibió el premio Javolandia de la Academia de Teatro de Javo Rocha,
obtuvo un diploma de reconocimiento durante la ceremonia de los María Guerrero
y en 2008 recibió el premio Trinidad Guevara a la Trayectoria con Jorge Rivera López.
A fines de 2009, se le montó un homenaje durante la entrega de los premios Podestá y la delegación Zona Norte de la Sociedad Argentina de Escritores realizó un acto al que concurrió el intendente de San Isidro Gustavo Posse durante el cual se presentó una antología y se rindió homenaje a Bence con la inauguración de una sala con su nombre.
En abril de 2010, padeció una caída que le provocó una fractura de cadera por la que debió ser intervenida quirúrgicamente en la clínica Los Arcos y las funciones de su espectáculo Alfonsina, el mar y yo —que realizaba desde 1996— fueron suspendidas. Antes de esa caída estaba acompañada en escena por Martin Wullich, y eran dirigidos por Rodolfo Graziano, en el Teatro Maipo. 
Desde entonces y hasta su muerte se mantuvo en un proceso de lenta recuperación, la cual realizó asistida en su propia casa con ayuda de un andador. El doctor Alejandro Druetto, responsable de su operación así como de las de China Zorrilla y Susana Giménez, se encargó de transmitir a los medios los avances sobre su estado de salud inicialmente. Un año después, el diario Muy publicó que la actriz no se había recuperado de sus operaciones y que no había salido siquiera una vez de su vivienda en lo que iba del año. «Estoy peor que antes... El año pasado salí tres veces para ir al médico. Pero en lo que va del 2011 todavía no pisé ni la vereda», manifestó Bence en una breve entrevista telefónica.
En noviembre de 2010 el periodista de espectáculos Daniel Gómez Rinaldi publicó su libro Los ojos más lindos del mundo que contiene la biografía de la actriz.
En junio de 2011 fue declarada Personalidad Destacada de la Cultura Argentina gracias a una iniciativa del diputado Juan Pablo Arenaza, de la Coalición Cívica, pero debido a su dificultad para movilizarse no pudo concurrir a recibir el honor.
Poco después, con ayuda del periodista Raúl Etchelet, editó sus memorias tituladas La niña del umbral; sobre el proceso de redacción Etchelet comentó: «Muchas veces la encontraba leyendo y marcando un capítulo entero, dispuesta a rehacerlo y no guardarse nada, como quien da un primer paso y eso la anima... Lo hace auténtico y visceral. No escrito para quedar bien con nadie. Sino en paz con el corazón».
En 2012, se estrenó El día que cambió la historia, un documental filmado meses antes de su accidente y basado en los orígenes del movimiento obrero peronista que significó su retorno al cine después de cuarenta años.

### Fallecimiento
Bence falleció a las 6.30 UTC-3 del 8 de febrero de 2016 a la edad de 101 años en la Clínica Zabala del barrio de Belgrano, donde se hallaba internada desde hacía varios días a causa de una obstrucción intestinal.
Sus restos fueron velados en el Teatro Nacional Cervantes y depositados en el Panteón de Actores del cementerio de la Chacarita.
La Asociación Argentina de Actores emitió un comunicado en el que remarcó la «prestigiosa trayectoria artística» de Bence y la calificó como «una de las grandes referentes de la escena nacional que trascendió las fronteras, trabajando sin descanso en cine, teatro y televisión». Su amiga Mirtha Legrand recordó, a modo de homenaje, que «hizo lo que quiso y tuvo una vida intensa. Fue una gran actriz y una gran amiga».

### Vida privada
Una de sus hermanas, Esther Bence (1915-2005), estuvo vinculada al medio artístico e incursionó como actriz en nueve películas argentinas entre 1938 y 1950.
Agraciada por el particular color de sus ojos de tonalidad verde violácea, Amelia Bence fue considerada como la mujer de «los ojos más lindos del mundo» por Chile, título similar al que le fue concedido al actor estadounidense Paul Newman (1925-2008) y a la actriz británica Elizabeth Taylor (1932-2011).
No tuvo hijos, pero declaró en variados medios que le agradaban los niños: «Me vuelven loca los bebés, me encantan, no puedo dejar de pararme y mirarlos, les pondría una piedra en la cabeza para que no crezcan y se queden siempre así».
Su primera pareja fue Roberto Fernández Beyró, con quien comenzó un noviazgo en 1941.
La relación terminó en 1944, cuando Fernández Beyró le pidió que dejara su profesión para irse a vivir juntos y Bence desistió.
Durante el rodaje de María Rosa (1946), conoció al actor español Alberto Closas (1921-1994), con quien contrajo matrimonio en 1950. Ambos formaron un rubro artístico y trabajaron en varias películas y obras de teatro juntos. Sin embargo, en 1953, al regreso de una estadía laboral en México, Bence se enteró de algunos amoríos de Closas y decidió separarse.
Mantuvo una buena relación con él durante el resto de su vida y hasta volvieron a trabajar juntos; de hecho, lamentó mucho su muerte en 1994:

Fijate qué cosa curiosa: yo lo extraño horrores [a Alberto Closas]. Después del alejamiento, del paso del tiempo, me falta. Así como siento nostalgia de mi último marido, también víctima del cáncer por el cigarrillo... Los extraño porque, sin que yo me lo proponga, a través de los años voy perdonando lo que me hicieron sufrir, no soy rencorosa. Me quedo con las cosas buenas... Fuimos dos jóvenes inmaduros cuando formamos nuestra pareja, teníamos un éxito muy grande y eso fue lo que nos perdió.
Amelia Bence.

A mediados de los años 1950 tuvo un breve romance con el escritor José María Fernández Unsain. Desde 1964 a 1970, permaneció en pareja con Osvaldo Cattone, 19 años menor, quien la dirigió en Doña Rosita, la soltera y con quien trabajó en Perú en varias oportunidades.
En 1980 se casó con un rico hacendado argentino, Carlos «Charlie» Ortiz Basualdo, quien falleció dos años después.
Hasta su seria fractura de cadera, practicaba regularmente gimnasia, yoga y mantenía una vida sumamente activa sumada a una alimentación saludable.
Residió desde 1955 hasta su muerte en el barrio porteño de Palermo.

## Legado
A modo de reconocimiento, la delegación Zona Norte de la SAE y el Complejo Tita Merello (cerrado en 2010) llevan una sala con su nombre. Bence es considerada una de las figuras del espectáculo más importantes y prolíficas por su prestigio y trayectoria de 78 años de carrera.
La redactora Ana Laura Lusnich, analizando sus trabajos, escribió: «Amelia Bence asume con inteligente comprensión la responsabilidad de su papel, encarnando a la joven emprendedora y valiente que se aventura».
Por su parte, el escritor Alfredo Pareja la definió como «una actriz de gran prestigio en su época de esplendor, al igual que María Duval o Mecha Ortiz».
En 1973, Miami le otorgó las llaves de la ciudad durante su temporada de La valija, distinguiéndola como visitante ilustre. En 1981, el Museo del Cine Pablo Ducrós Hicken le entregó la Cámara Pathé en reconocimiento como «primera figura del cine nacional». En 1995, el Honorable Senado de la Nación Argentina le otorgó el diploma contribución a la difusión de la cultura argentina y dos años después, el Fondo Nacional de las Artes le otorgó un premio a la trayectoria. Además de ser Personalidad Destacada de la Cultura Argentina, Bence fue miembro de honor de la Academia de Artes y Ciencias Cinematográficas de la Argentina desde 2007.

Creo que atrapé mi sueño. Quise ser actriz y lo soy. Y este sueño no terminará nunca... Soy de una generación de actrices y actores que se hicieron a sí mismos, en la aventura de un cine y un teatro que soñaron y crearon poetas, locos y bohemios.
Amelia Bence

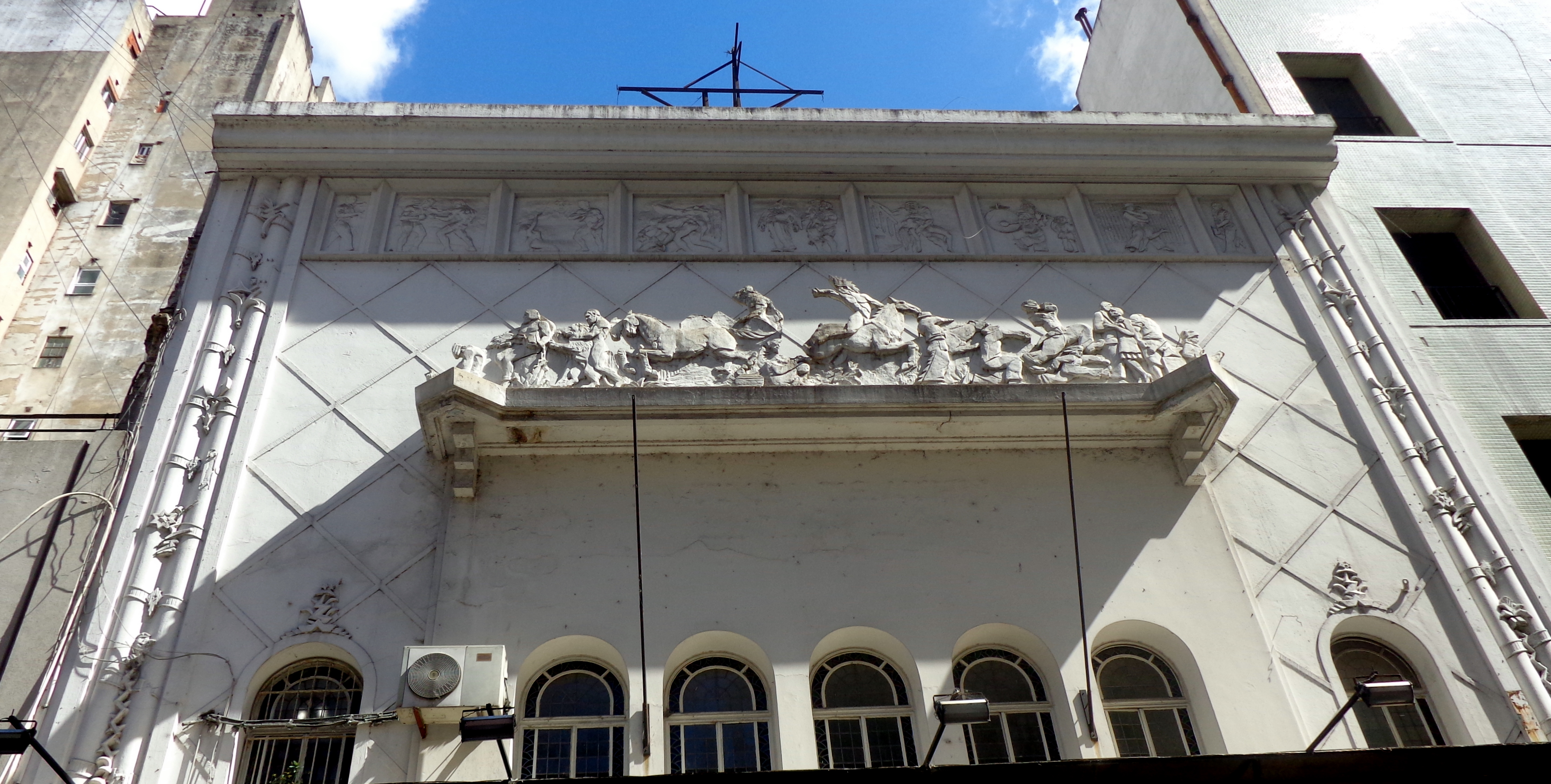
Una sala del desaparecido Complejo Tita Merello llevaba su nombre.

Durante su carrera artística, fue calificada como «el rostro más cinematográfico del cine argentino» junto a José Gola,
y en su país natal se la reconoce como la «mujer de los ojos más bellos del mundo». Su filmografía comprende aproximadamente 50 películas principalmente dramáticas, entre ellas La guerra gaucha, una de las producciones más destacadas de la historia cinematográfica argentina.

## Filmografía
| En Argentina: - El día que cambió la historia (2010) - La ciudad de dos hombres (1981) - Adiós, Alejandra (1973) - Los debutantes en el amor (1969) - La industria del matrimonio (1964) - La cigarra no es un bicho (1963) - Dos basuras (1958) - Alfonsina (1957) - El hombre que debía una muerte (1955) - La Parda Flora (1952) - Mi mujer está loca (1952) - Romance en tres noches (1950) - Danza del fuego (1949) - La otra y yo (1949) - La dama del collar (1948) - El pecado de Julia (1947) - A sangre fría (1947) - Lauracha (1946) - María Rosa (1946) - Las tres ratas (1946) | - Camino del infierno (1946) - 24 horas en la vida de una mujer (1944) - Nuestra Natacha (1944) - Todo un hombre (1943) - Los ojos más lindos del mundo (1943) - Son cartas de amor (1943) - La guerra gaucha (1942) - Cruza (1942) - En el viejo Buenos Aires (1942) - El tercer beso (1942) - Novios para las muchachas (1941) - El haragán de la familia (1940) - El matrero (1939) - Hermanos (1939) - Los caranchos de la Florida (1938) - La vuelta al nido (1938) - Adiós Buenos Aires (1938) - El forastero (1937) - La fuga (1937) - Dancing (1933) |

En México:
- Las tres Elenas (1954)
- Siete mujeres (1953)
- La casa de los cuervos (1941)

En España:
- De espaldas a la puerta (1959)